# Pál Korcsmáros
Pál Korcsmáros (n. 22 mai 1916, Budapesta, Austro-Ungaria – d. 24 mai 1975, Budapesta, Republica Populară Ungară) a fost un grafician, ilustrator de carte, artist de benzi desenate și jurnalist maghiar.

## Biografie
După ce a absolvit școala comercială, a lucrat ca desenator tehnic și apoi desenator criminalistic. În 1944 a ajutat mai multe persoane persecutate, confecționând acte false.
După încheierea războiului a lucrat în presă. Începând din 1945 a colaborat la Kossuth Népe, Képes Hét, Friss Újság, Béke és Szabadság și a fost pentru o perioadă de timp redactor la Néphadsereg Lapjának. Primele benzi desenate au apărut în 1955 în Szabad Ifjúság în seria Hazádnak rendületlenül…, despre viața lui Mihály Vörösmarty.
În 1957 a fost unul dintre membrii fondatori ai săptămânalului Füles. Adaptarea romanului Contele de Monte Cristo al lui Alexandre Dumas, apărută în 1958, este considerată prima sa carte de benzi desenate. A fost începutul unei perioade de triumf ce a durat zece ani și în care a apărut, printre altele, Piszkos Fred, a kapitány (Fred-Jeg, Căpitanul, 1964) a lui Jenő Rejtő.
Korcsmáros a reușit să denatureze stilul realist atât de grotesc încât a devenit cel mai popular desenator al romanelor lui Rejtő, fiind greu de imaginat un desenator mai convingător al romanului Indul a bakterház al lui Sándor Rideg. În perioada sa de vârf desena 180 de cadre pe lună.
Popularitatea lui Korcsmáros a rămas ridicată până în 1968, când vederea lui s-a deteriorat și a început să realizeze desene de calitate inferioară. După operație, s-a întors la stilul său vechi, dar nu a mai fost la fel de dinamic ca în perioada sa de glorie.
Pál Korcsmáros a murit pe 24 mai 1975 la Budapesta.

## Principalelecărți de benzi desenate
- Dumas: A három testőr (Cei trei mușchetari, 1959)
- Géza Gárdonyi: Egri csillagok (Stelele din Eger, 1959)
- János Arany: Toldi (1963)
- Jenő Rejtő: Piszkos Fred, a  kapitány (Fred-Jeg, Căpitanul, 1964)
- Sándor Rideg: Indul a bakterház (1967)
- Jenő Heltai: Az ezerkettedik éjszaka (1973)
- Benzile desenate ale lui Jenő Rejtő au fost colorate și relansate începând cu anul 2004, într-o ediție cu copertă dură.[6]